# Heroes (Sabaton)
Heroes (Herois) és el 7é àlbum de la banda de Power metal Sabaton. Va ser publicat el 6 de maig de 2014. És el primer àlbum de Sabaton amb els nous guitarristes Chris Rörland i Thobbe Englund juntament amb el bateria Hannes van Dahl.
El tema d'aquest nou àlbum no és contar fets en general com abans havia passat amb els altres àlbums de Sabaton, sinó que es conten històries de "persones particulars amb noms i cognoms".

## Llista de cançons
| No. | Títol               | Traducció                 | Tema | Duració |
| --- | ------------------- | ------------------------- | --- | ------- |
| 1.  | Night Witches       | Bruixes de la nit         | Les dones soviètiques del 588.º Regiment de Bombardeig Nocturn, conegudes pels enemics com a bruixes de la nit pel so que produïen els avions, ja que recordava a les graneres de les bruixes. | 3:01    |
| 2.  | No Bullets Fly      | No volen les bales        | L'incident entre Charlie Brown i Franz Stigler, en què el pilot alemany Stigler va ajudar un bombarder estatunidenc danyat (B-17) a tornar pel Canal de la Mànega. | 3:37    |
| 3.  | Smoking Snakes      | Serps fumants             | Arlindo Lúcio da Silva, Geraldo Baeta da Cruz i Geraldo Rodrigues de Souza, 3 membres de la Força Expedicionària Brasilera, que van quedar separats del seu grup i van lluitar contra una gran quantitat d'alemans a Itàlia el 14 d'abril de 1945. Negant-se a rendir-se a pesar d'estar sense munició, es van tirar amb baionetes a l'atac, fins que van morir. Els alemans van reconéixer el seu valor i van plantar una creu allà on van morir, amb la descripció de Drei brasilianische helden (tres herois brasilers). El nom de la cançó prové del fet en què la gent creuria que Brasil mai entraria en la Segona Guerra Mundial, i es deia que "abans veuran una serp fumar que entrarà Brasil a la guerra". | 3:14    |
| 4.  | Inmate 4859         | Encarcelat 4859           | Witold Pilecki, soldat de l'Armia Krajowa polonesa i líder del moviment de resistència a dintre del camp de concentració d'Auschwitz, on va entrar voluntàriament amb el nom del pres 4859. Després de planejar la resistència i esperar que els amics d'afora l'ajudaren a escapar, no va rebre cap ajuda i va lograr fugir pels seus propis mitjans. Gràcies a d'ell es van aconseguir els primers documents escrits sobre els Camps de concentració, a pesar de què en un principi ningú va creure la seva història. | 4:26    |
| 5.  | To Hell and Back    | Anar i tornar de l'infern | Audie Murphy, un dels més condecorats veterans estatunidencs de la Segona Guerra Mundial, més concretament amb la seva més difícil batalla: el Trastorn per estrès posttraumàtic. El nom de la cançó ve pel nom de la seua pròpia pel·lícula Tornada de l'infern (To Hell and Back), protagonitzada i dirigida per ell mateixa com a pel·lícula autobiogràfica. A més, gran part de la lletra de la cançó es basa amb el seu poema The Crosses Grow on Anzio (Les creus creixen a Anzio). | 3:26    |
| 6.  | The Ballad of Bull  | La balada del bou         | Caporal Leslie "Bou" Allen, soldat australià que va ser condecorat amb l'Estrella de Plata per rescatar a 12 soldats americans ferits durant la Campanya de Pàpua Nova Guinea en la II Guerra Mundial. | 3:53    |
| 7.  | Resist and Bite     | Resistir i mossegar       | Els Chasseurs Ardennais o Caçadors de les Ardenes, una formació d'infanteria de les Forces Armades de Bèlgica que va lluitar en la batalla de Bèlgica en la II Guerra Mundial. Aquesta divisió es va haver d'enfrontar a l'exèrcit alemany durant la campanya dels 18 dies (en la qual també va participar Rommel amb la seua Divisió Fantasma). Per problemes de comunicació mai van rebre l'ordre de retirar-se, i van lluitar fins al final. El nom de la cançó ve pel seu lema, Résiste et Mords, traduït com a Resistir i mossegar. | 3:27    |
| 8.  | Soldier of 3 armies | Soldat de 3 armades       | Lauri Törni, soldat de l'Armada finesa, de les Waffen-SS alemanes i de les Boines verdes dels E.E.U.U. al Vietnam. Va ser considerat un dels principals enemics públics de l'URSS. | 3:38    |
| 9.  | Far from the Fame   | Lluny de la fama          | Mariscal de l'aire Karel Janoušek, heroi a Txecoslovàquia i fundador de les forces txecoslovaques en la Royal Air Force. Posteriorment va ser encarcelat pel règim comunista a Txecoslovàquia. | 3:47    |
| 10. | Hearts of Iron      | Cors d'acer               | Les forces alemanes de la 12a i de la temporada 9a divisió que, veient la derrota a mans dels soviètics, van crear un passadís per a creuar l'Elba per tal de protegir els refugiats, als civils i als soldats, per a així fugir i rendir-se a l'Oest. Gràcies a les accions del General Walther Wenck, es van arribar a salvar unes 250.000 vides. Aquesta batalla no va ser considerada com a tal pels oficials, sinó que "era una operació de rescat". | 4:28    |

Aquestes dues cançons apareixen com a final de la majoria dels discs llançats d'aquest àlbum:
| No. | Títol      | Traducció      | Tema                                                                                                 | Duració |
| --- | ---------- | -------------- | --- | ------- |
| 11. | 7734       | 7734           | Originalment una cançó de l'àlbum Metalizer, 7734 significa hell (infern) escrit en una calculadora. | 3:33    |
| 12. | Man of War | Home de Guerra | Tribut a la banda de metal Manowar, amb referències a unes quantes de les seues cançons.             | 3:48    |

A més, en la versió del llibre d'àudio hi ha tres cançons més. Es tracten de 3 cançons d'altres grups interpretades per Sabaton.
| No. | Títol                    | Traducció                   | Autor        | Duració |
| --- | ------------------------ | --------------------------- | ------------ | ------- |
| 11. | From Whom the Bell Tolls | Per qui toquen les campanes | Metallica    | 5:22    |
| 12. | En Hjältes Väg           | El camí d'un heroi          | Raubtier     | 4:26    |
| 13. | Out of control           | Fora de control             | Battle Beast | 3:36    |

## Membres
- Joakim Brodén – veu, teclat.
- Pär Sundström – baix, cors.
- Chris Rörland – guitarra, cors.
- Thobbe Englund – guitarra, cors.
- Hannes van Dahl – bateria.

## Curiositats
1. Amb la redacció de la cançó Smoking Snakes, va ser tal l'efecte que va tenir a les tropes brasileres que l'orquestra de la 14é Brigada d'Infanteria Motoritzada Brasilera va interpretar aquesta cançó en orquestra com a homenatge als tres herois i al propi grup de música de Sabaton el dia de les Forces Armades del Brasil.[12]
2. La lletra de la cançó Hearts of Iron conté una frase en alemany: "Nicht ein schlacht, ein rettungsaktion" (No és una lluita, és un rescat). Malauradament aquesta frase conté una errada morfològica en alemany, ja que no hi ha concordança de gènere en la frase. Tal com diu el mateix Joakim Brodén, "hauria de ser una cosa com Keine schlacht, eine rettungsaktion".[13]